# Georges le Victorieux (cuirassé)
Pour les autres navires du même nom, voir Georges le Victorieux.
Le Georges le Victorieux (en russe : Георгий Победоносец), est un cuirassé Pré-Dreadnought à barbettes construit en 1881 au chantier naval ROPIT (РОПиТ) à Sébastopol et lancé en 1892. Ce fut le dernier d'une série de quatre navires de la classe Catherine II. Il devait son nom à saint Georges (275/280-303), martyr, qui est aussi le saint-patron de la Russie. Le navire entre en service dans la Marine impériale russe en septembre 1893.

## Historique
Le Georges le Victorieux est le sister-ship du Catherine II, du Sinop et du Tchesma.

### Carrière dans la Marine impériale de Russie
Le 30 juin 1905, l'équipage du Georges le Victorieux se joint aux mutins du Potemkine en entrant dans le port d'Odessa. Mais le lendemain, les marins se soumettent à l'autorité du tsar Nicolas II. 
En 1906, un important projet de remise à niveau du Georges le Victorieux et de ses sisters-ships est présenté : il concerne l'installation de quatre canons de 305 mm, et d'unités de 120 mm à tir rapide, mais ce plan est rejeté.
Au cours de la Première Guerre mondiale, le Georges le Victorieux prend une part active dans des combats navals. Au début de ce conflit, le cuirassé engagea un combat naval contre le croiseur de bataille allemand SMS Goeben à Sébastopol.

### Révolution d'Octobre 1917
Il est à sa base de Sébastopol avec la majorité de la flotte impériale, le 12 octobre les navires Ukraine Haidamak et Svetlana hissaient le drapeau jaune et bleu, le Georges le victorieux fit de même. Ils rejoignaient la marine ukrainienne. Le 29 décembre 1917, le Georges le Victorieux devient un navire de la Croix-Rouge de la flotte de la mer Noire. Il est ancré à Sébastopol depuis mars 1918, lorsqu'il fut capturé le 1er mai suivant par les Allemands. Après la signature de l'armistice, le 24 novembre 1918, il est remis aux Britanniques. Il entre dans l'Armée rouge d'Ukraine, le 19 avril 1919, mais, le 24 juin 1919, il est capturé par l'Armée Blanche et est affecté dans les forces navales du sud de la Russie (Armée Blanche).
Le 14 novembre 1920, le Georges le Victorieux participe sous le commandement de Podouchkine,  à l'évacuation de la flotte de l’Armée blanche de Wrangel de Sébastopol à Constantinople. Le 29 décembre 1920, les autorités françaises internèrent le cuirassé, qu'ils ancrèrent dans le port français de Bizerte en Tunisie, avec le reste de l'escadre.

### Bizerte
À Bizerte le navire, mouillant dans le canal, sert à héberger les marins mariés et leurs familles. Les services religieux orthodoxes se déroulent un premier temps à son bord. Une école y est créée vers la fin de l'année 1921. Le navire est alors affublé du surnom ironique de Бабаносец (Babanosets - porteur de bonnes femmes - jeu de mots sur l’adjectif Победоносец - nicéphore, porteur de la victoire - et le terme russe баба, bonne femme)

### Propriété de la Marine soviétique
Le 29 octobre 1924, le gouvernement français reconnut le Georges le Victorieux comme propriété de l'URSS, mais, devenu obsolète, il fut vendu à la ferraille. Il fut démantelé à Bizerte en 1930.